# Saco vocal

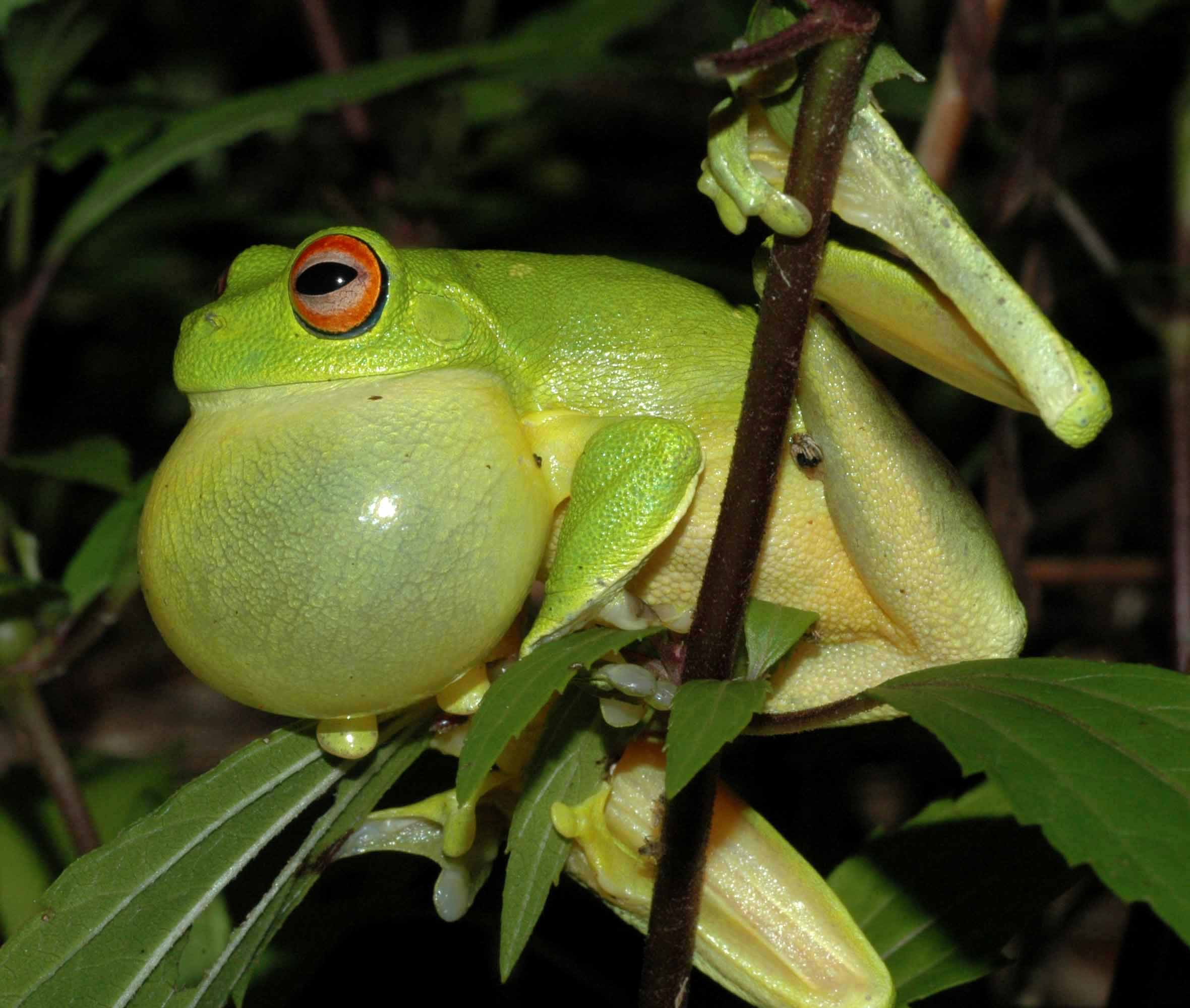
Saco vocal totalmente distendido en un ejemplar de Litoria chloris

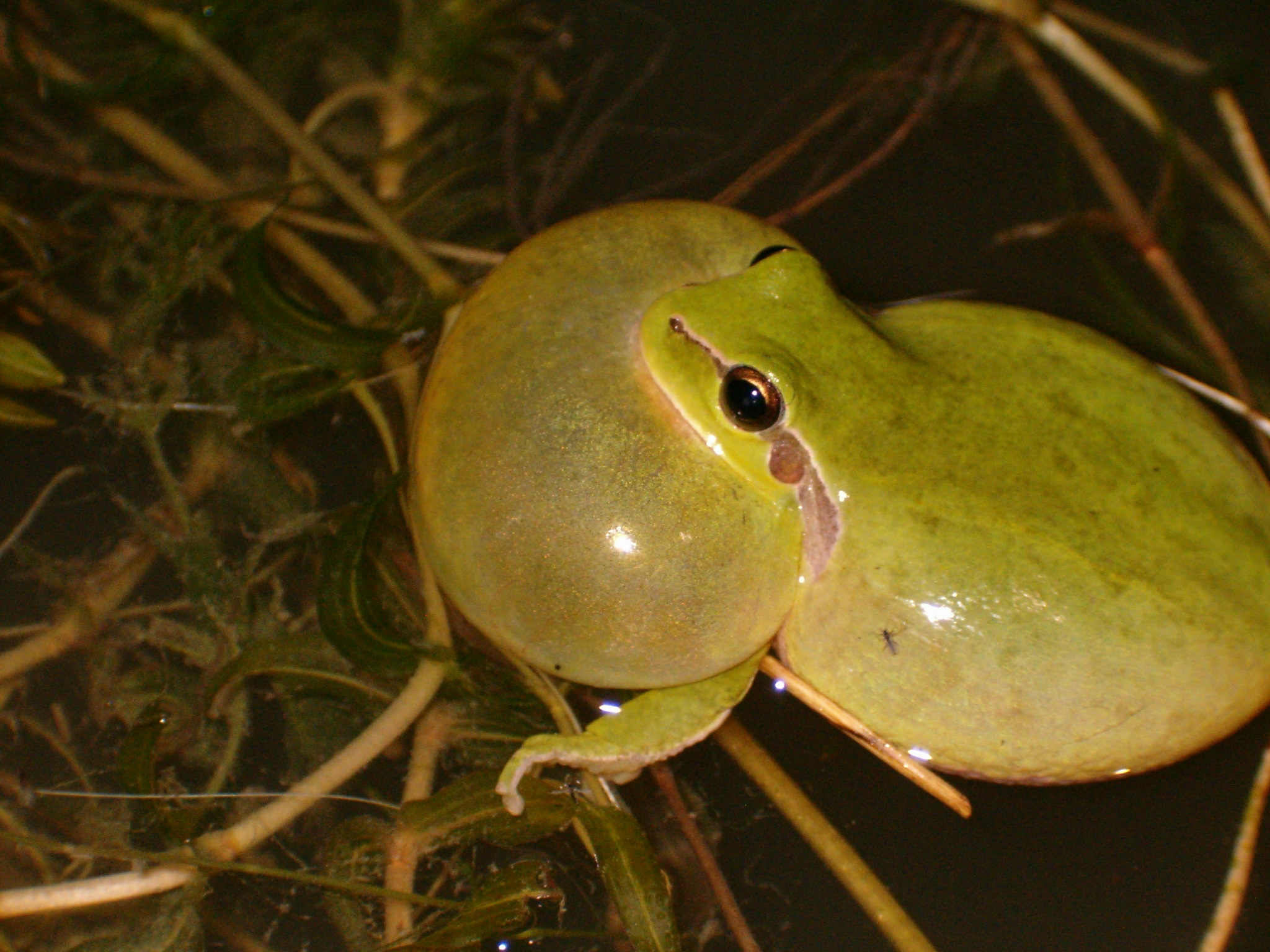
Hyla meridionalis con sacos vocales distendidos

El saco vocal es la membrana flexible de la piel que poseen la mayoría de los anuros machos. El objetivo del saco vocal es, generalmente, actuar como un amplificador de su llamado de apareamiento. La presencia o el desarrollo de la parte vocal del saco es una forma de determinar el sexo de una rana en muchas especies.

## Estructura
La estructura y la ubicación del saco vocal  depende de la especie. Hay tres tipos principales de saco vocal.
El más común, es un gran saco vocal situado debajo de la barbilla, llamado «subgular madia». Los otros dos tipos de saco vocal están compuestos de dos sacos. El más común de estos en el borde de la barbilla, son llamados «vinculados laterales». El último tipo, y menos común de dos bolsas vocales debajo de la barbilla, son llamados «vinculados subgulares».

## Funcionamiento
Los tres tipos de sacos se inflan interna y externamente. Si son inflados externamente, los sacos vocales pueden verse claramente. Si son inflados internamente, el cuerpo es el que se verá inflado. Por lo general, las especies que inflan sus sacos vocales internamente hacen su llamado desde dentro del agua o a nivel del suelo, donde las frecuencias de sonido más bajas se trasmiten mejor.
El saco vocal está abierto a la cavidad bucal de la rana por dos aberturas a ambos lados de la lengua. Para realizar su llamado, la rana infla sus pulmones, luego el aire es expulsado de los pulmones rápidamente a través de la laringe y el saco vocal. Las vibraciones de la laringe emiten un sonido que resuena en el saco vocal. La resonancia hace que el sonido se amplifique, y permite al llamado a llegar más lejos.

## Propósito
El propósito principal del saco vocal es amplificar el llamado de apareamiento y atraer a las hembras en el mayor área posible. 
Las especies de rana sin sacos vocales solamente pueden ser escuchadas en un radio de unos pocos metros, mientras que algunas especies con sacos vocales se pueden escuchar más de 1 km de distancia.
Un uso alternativo de los sacos vocales es empleada por las ranas de la familia Rhinodermatidae. Los machos de las dos especies de esta familia trasportan sus renacuajos recién nacidos en el interior de su boca, moviéndose a través del saco vocal. Los renacuajos de la ranita de Darwin (Rhinoderma darwinii) permanecen el saco vocal hasta la metamorfosis.